# 방현주
방현주(方賢珠, 1974년 3월 24일 ~ )는 대한민국 現 TBS 이사직이다. 시사 교양, 예능, 스포츠 등 다양한 영역에서 활동하였으며, 프리 랜서 아나운서계 대표적인 중국통이기도 하다. 부군은 MBC 김현철 PD이다.

## 생애
1997년 MBC 공채 아나운서로 입사, 베이징 대학교 대학원에서 미디어 경영학 석사 과정을 전공한 뒤 복귀해 MBC 글로벌 경영본부 파견근무를 하였고, 어린이 직업테마파크 '키자니아'의 한국 사업권을 획득하는 사업적인 수완을 발휘하기도 했다.
2008년 베이징 올림픽에서 중화권 유명인사 인터뷰 등 유창한 중국어를 구사하며 중국에 대한 깊은 이해를 곁들인 진행으로 깊은 인상을 남겼다. 베이징 개폐막식 진행 및 현지 앵커 활동, 시진핑 중국 주석 방한 한중경제포럼 진행 등을 통해 맹활약하였으며, 중국 정·재계 및 문화계를 아우르는 폭넓은 네트워크로 국민당 롄잔 전 주석 단독 인터뷰 및 성룡, 장쯔이, 류시앙, 덩야핑 단독 인터뷰를 성사시키기도 했다.
2010년 아나운서 클럽상 수상하였다. 2014년에는 한중경제통상협력포럼에서 한국어와 중국어로 동시 진행하기도 했다.
대표작으로 《피자의 아침[현, 뉴스투데이]》, 《엄길청 방현주의 아침을 달린다》, 《문화매거진21》, 《출발! 비디오 여행》, 《요리보고 세계보고》, 《그린실버 고향이 좋다》, 《생방송 여성토론 위드》, 《토크쇼 미인도》, 《FM모닝쇼》, 《안녕 노디》, 《뉴스&정보 피자의 아침》, 《라디오 북클럽, 방현주입니다》 등이 있으며, 《신입사원》에서 지적이면서도 냉철한 독설 카리스마를 선보여 화제가 됐다.
2015년 6월 2일 MBC에 사직서를 제출하였다. 프리랜서 방송인으로 방송과의 인연을 이어가는 한편 중국 비즈니스 활동을 염두에 두고 있는 것으로 전해졌다. 그리고 2016년 7월 4일에는 現 TBS 이사직을 맡았다.

## 학력
- 숙명여자고등학교 졸업
- 상명여자대학교 중어중문학과 학사
- 베이징 대학교 대학원 미디어경영학과 경영학 석사

## 수상
- 2010년 한국아나운서대상 아나운서 클럽상